# Bertel Liljequist

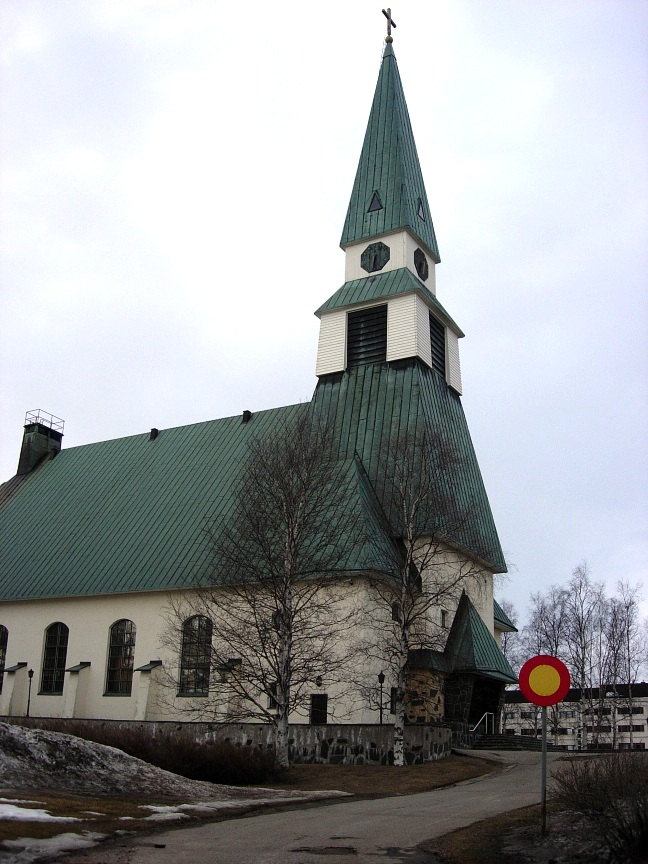
Église de Rovaniemi.

Bertel Karl Liljequist (né le 1er juillet 1885 à Vaasa et mort le 17 juin 1954) est un architecte finlandais connu surtout comme concepteur d'églises.

## Ouvrages principaux

### Églises et chapelles
- Église de Rovaniemi, (1950)
- Église d'Outokumpu (fi), (1955)
- Chapelle de Täktom (fi) à Hanko, (1919–20, 1943)
- Église Saint-Paul d'Helsinki, (1930–1931)
- Église de Degerby, Ingå, (1931–32)
- Église de Kemijärvi, (1949–50)
- Église de Kiuruvesi, (1940)
- Église de la Sainte Croix de Kuusamo, (1951)
- Église de Säynätsalo, (1926)
- Église de Valkeala, (1926)
- Église d'Ähtäri, (1935–37)
- Chapelle funéraire de Nurmes, (1952)

### Autres ouvrages
- Centrale hydroélectrique de Keltti (1923)

## Galerie

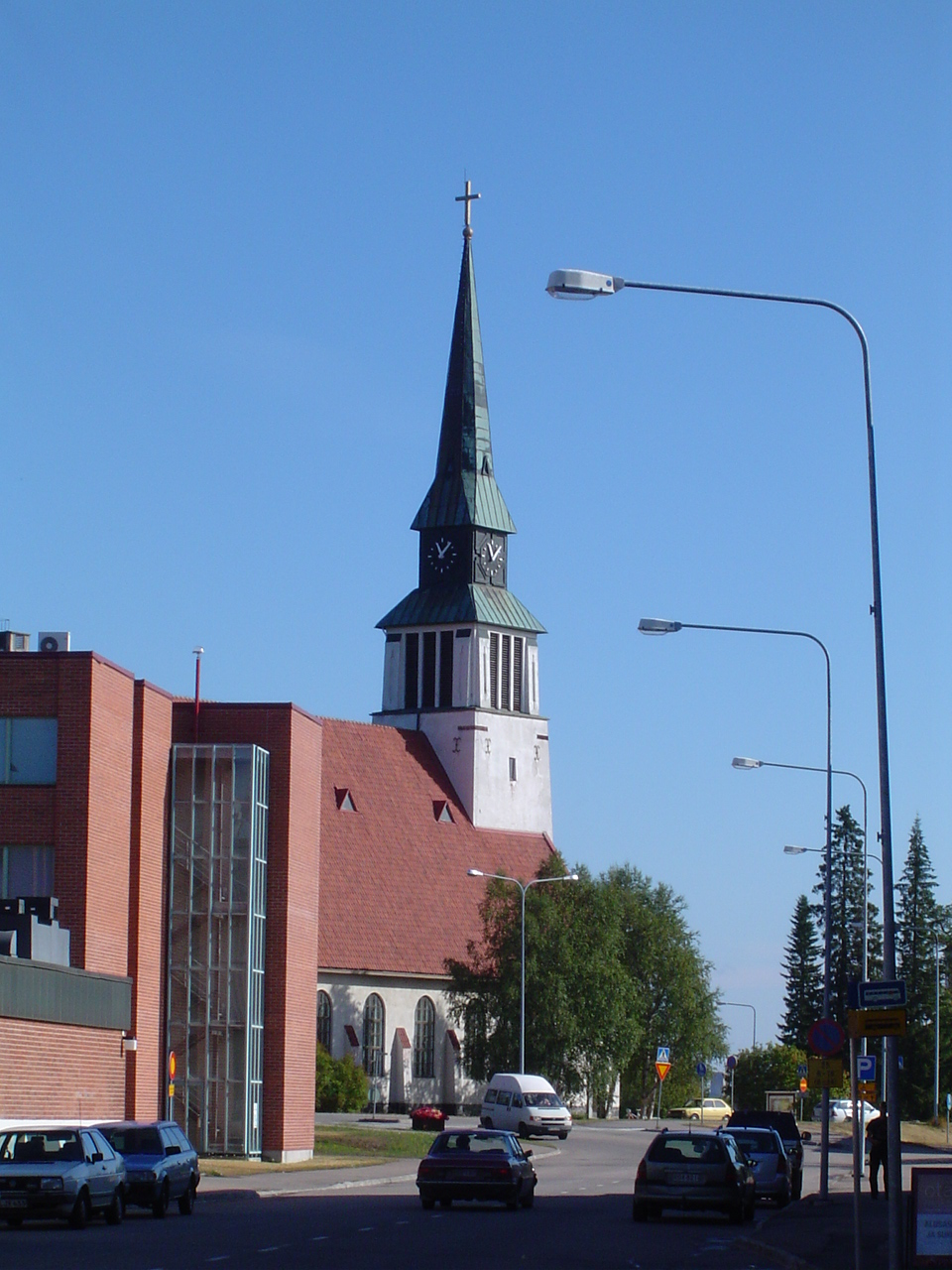
Église de Kemijärvi.
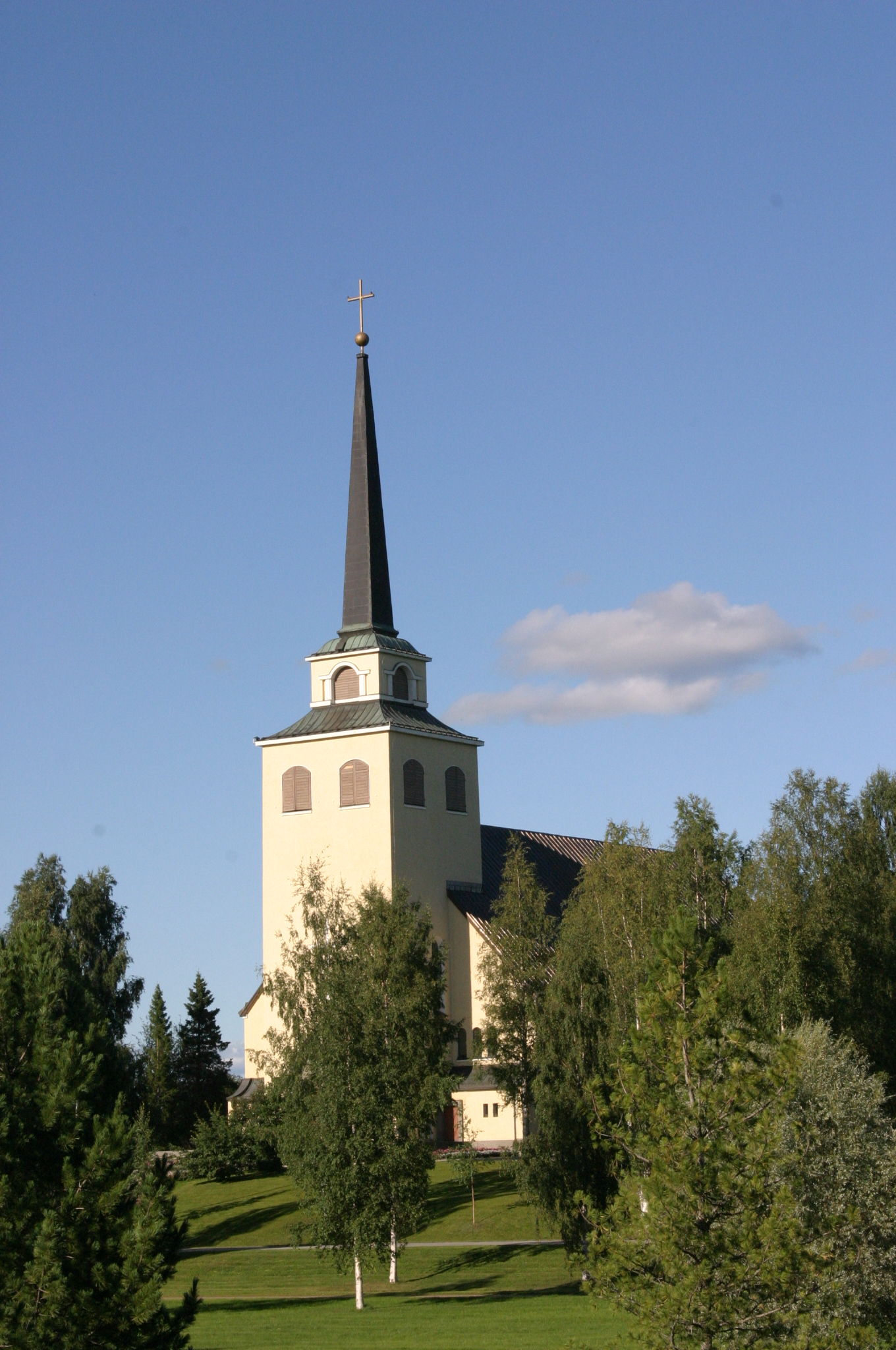
Église de Kiuruvesi.
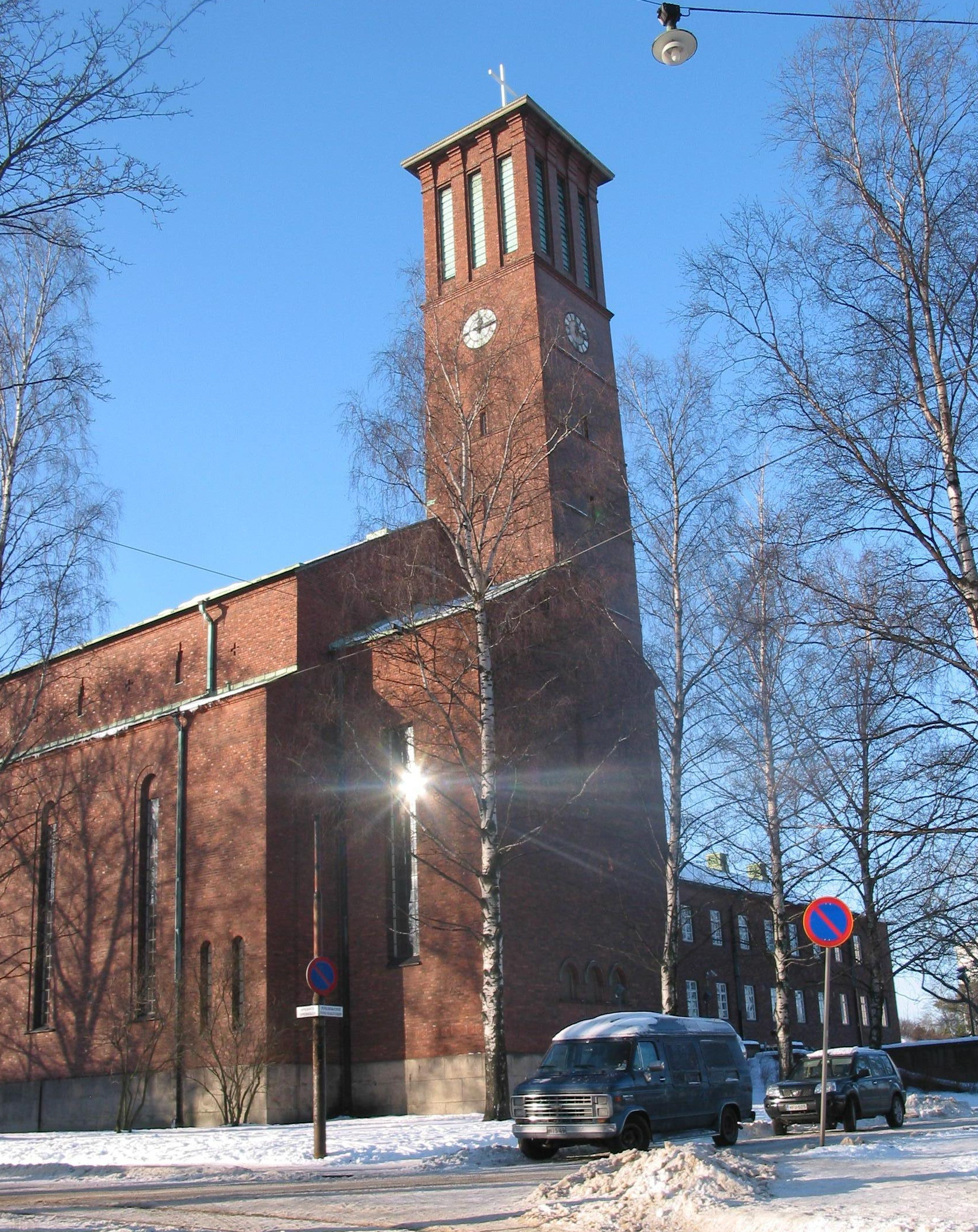
Église Saint-Paul d'Helsinki.
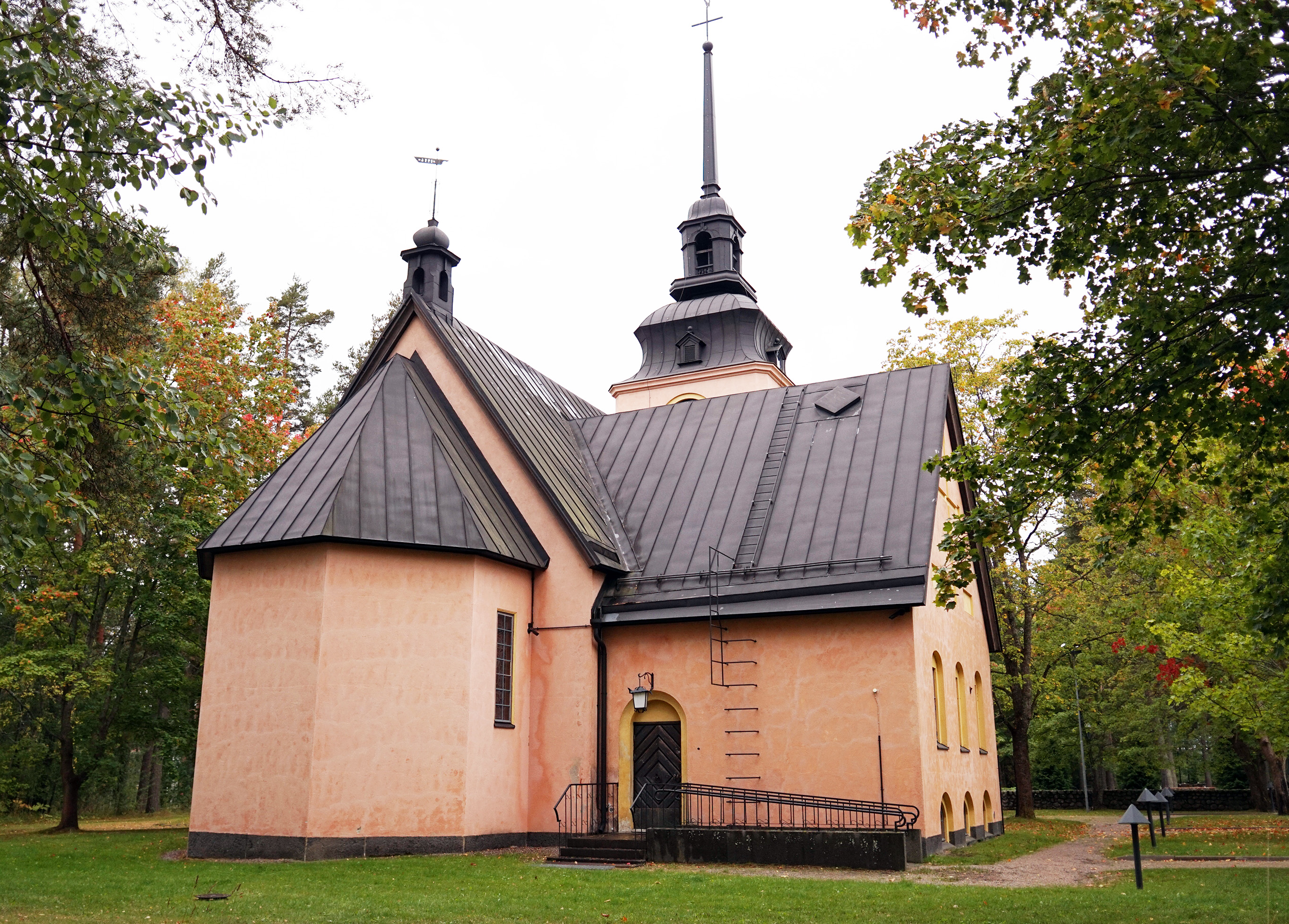
Église de Säynätsalo, Jyväskylä.